# Weddington
Weddington é uma vila localizada no estado norte-americano da Carolina do Norte, no Condado de Mecklenburg e Condado de Union.

## Demografia
Segundo o censo norte-americano de 2000, a sua população era de 6696 habitantes.
Em 2006, foi estimada uma população de 9029, um aumento de 2333 (34.8%).

## Geografia
De acordo com o United States Census Bureau tem uma área de 41,2 km², dos quais 40,9 km² cobertos por terra e 0,3 km² cobertos por água. Weddington localiza-se a aproximadamente 186 m acima do nível do mar.

## Localidades na vizinhança
O diagrama seguinte representa as localidades num raio de 12 km ao redor de Weddington.